# Quinyon Mitchell
Pour les articles homonymes, voir Mitchell.
(en) Statistiques sur pro-football-reference
Quinyon Keaaron Mitchell (né le 18 juillet 2001 à Williston en Floride) est un sportif professionnel américain de football américain jouant au poste de cornerback dans la National Football League (NFL) depuis la saison 2024 pour la franchise des Eagles de Philadelphie.
Au niveau universitaire, il a joué pour les Rockets de l'université de Toledo pendant quatre saisons dans la NCAA Division I FBS (2020-2023).
Il est ensuite sélectionné en 22e choix global lors du premier tour de la draft 2024 de la NFL par les Eagles.
Dès sa saison rookie, il remporte le Super Bowl LIX avec les Eagles en battant 40 à 22 les Chiefs de Kansas City.

## Biographie

### Jeunesse
Mitchell nait le 18 juillet 2001 à Williston en Floride. Il y fréquentée le lycée de sa ville natale et y joue au football américain, au basket-ball et y pratique également l'athlétisme,. En défense, il totalise 86 plaquages, 19 passes déviées et huit interceptions au cours de sa carrière lycéenne mais joue également en attaque où il totalise un gain de 983 yards et inscrit 11 touchdowns au sol avec une moyenne de 9,5 yards par course lors de son année senior en 2019.

### Carrière universitaire
Considéré comme une possible recrue trois étoiles, il s'engage à jouer au football américain universitaire pour les Rockets de Toledo.
Mitchell joue les six matchs en tant que freshman pendant la saison 2020 raccourcie par la pandémie de Covid-19, totalisant sept plaquages. La saison suivante, il débute les 13 matchs au poste de cornerback et compile 34 plaquages, huit passes déviées, un sack, forçant un fumble et en récupérant un.
Toujours titulaire en 2022, il commence les 14 matchs, réussissant 41 plaquages (dont 3,5 pour perte), 25 passes défendues (meilleur du pays) et cinq interceptions,. Mitchell est désigné meilleur joueur défensif de la semaine en NCAA après avoir enregistré quatre interceptions et inscrit deux pîck-6 lors d'une victoire contre Northern Illinois ; ses quatre interceptions ont égalé le record de son université,. Mitchell est également sélectionné dans la première équipe de la conférence Mid-American  (MAC) et dans la deuxième équipe All-America par la Walter Camp Foundation,.
En 13 matchs au cours de la saison 2023, Mitchell effectue 41 plaquages, 18 passes défendues et réussit une interception. Mitchell est ainsi désigné demi-finaliste pour le Chuck Bednarik Award, étant le premier joueur de Toledo à y parvenir, et est sélectionné dans la première équipe All-American. Après la fin de la saison, Mitchell participe au Senior Bowl 2024.

### Carrière professionnelle
Mitchell est sélectionné par la franchise des Eagles de Philadelphie en 22e choix global lors du premier tour de la draft 2024 de la NFL.
Au cours de sa saison rookie, Mitchell se fait remarquer pas ses capacités de couverture constante contre des wide receivers tels que Drake London, Ja'Marr Chase et Mike Evans. Ainsi, lors du match de la 11e semaine joué contre les Commanders à l'occasion du Thursday Night Football, le wide receiver Terry McLaurin tenu par Mitchell n'effectue aucune réception et ne gagne aucun yard. En raison de cette efficacité contre les receveurs, Mitchell est surnommé « Quintanamo Bay »  en référence à la prison militaire américaine de la Baie de Guantánamo et à son statut familier de « lockdown corner ». Mitchell enregistre sa première interception en carrière lors de la victoire 22 à 10 contre les Packers en tour de wild-card 2024. Lors de la finale de conférence NFC remportée 53 à 23 contre les Commanders, Mitchell intercepte une passe du quarterback Jayden Daniels et se qualifie pour le Super Bowl LIX. Mitchell remporte ensuite sa première bague du Super Bowl après la victoire 40 à 22 des Eagles sur les Chiefs.

## Statistiques
| Année       | Équipe            | Statut      | MJ |       | Plaquages | Plaquages | Plaquages | Plaquages |       | Interceptions | Interceptions | Interceptions | Interceptions |  | Fumbles | Fumbles |
| Année       | Équipe            | Statut      | MJ | Total | Seul      | Ast.      | Sacks     | Nb.       | Yards | Déf.          | TD            | Nb.           | Rec.          |  |         |         |
| 2020        | Rockets de Toledo | Fr.         | 06 | 07    | 06        | 01        | 0,0       | 0         | 0     | 0             | 0             | 0             | 0             |  |         |         |
| 2021        | Rockets de Toledo | So.         | 13 | 34    | 28        | 06        | 1,0       | 0         | 0     | 08            | 0             | 1             | 0             |  |         |         |
| 2022        | Rockets de Toledo | Jr.         | 14 | 41    | 27        | 14        | 0,0       | 5         | 51    | 19            | 2             | 0             | 0             |  |         |         |
| 2023        | Rockets de Toledo | Sr.         | 13 | 41    | 32        | 09        | 0,0       | 1         | 03    | 18            | 0             | 0             | 0             |  |         |         |
| Totaux NCAA | Totaux NCAA       | Totaux NCAA | 46 | 123   | 93        | 30        | 1,0       | 6         | 54    | 45            | 2             | 1             | 0             |  |         |         |

| Année      | Équipe                 | MJ |                | Plaquages      | Plaquages      | Plaquages      | Plaquages      |                | Interceptions  | Interceptions  | Interceptions | Interceptions |  | Fumbles | Fumbles |
| Année      | Équipe                 | MJ | Total          | Seul           | Ast.           | Sacks          | Nb.            | Yards          | Déf.           | TD             | Nb.           | Rec.          |  |         |         |
| 2024       | Eagles de Philadelphie | 16 | 46             | 37             | 9              | 0,0            | 0              | 0              | 12             | 0              | 0             | 0             |  |         |         |
| 2024       | Eagles de Philadelphie | ?  | Saison à venir | Saison à venir | Saison à venir | Saison à venir | Saison à venir | Saison à venir | Saison à venir | Saison à venir | ?             | ?             |  |         |         |
| Totaux NFL | Totaux NFL             | 16 | 46             | 37             | 9              | 0,0            | 0              | 0              | 12             | 0              | 0             | 0             |  |         |         |

| Année | Équipe                 | MJ |       | Plaquages | Plaquages | Plaquages | Plaquages |       | Interceptions | Interceptions | Interceptions | Interceptions |  | Fumbles | Fumbles |
| Année | Équipe                 | MJ | Total | Seul      | Ast.      | Sacks     | Nb.       | Yards | Déf.          | TD            | Nb.           | Rec.          |  |         |         |
| 2024  | Eagles de Philadelphie | 4  | 14    | 12        | 2         | 0,0       | 2         | 0     | 4             | 0             | 0             | 0             |  |         |         |

## Palmarès

### Dans la NCAA
- Sélectionné dans la 2e équuipe de la Mid-American Conference (MAC) en 2022 et 2023.

### Dans la NFL
- Vainqueur du Super Bowl LIX ;
- Sélectionné dans l'équipe des rookies de la saison régulière 2024 par les Pro Footnall Writers of America (en) (PFWA).